# 欧文·B·图恩
欧文·B·图恩（英語：Owen Brian Toon，1947年5月26日—）是一位美国大气科学家和海洋学家，艾姆斯研究中心和科羅拉多大學波德分校教授。1975年博士毕业于康奈尔大学，导师卡尔·萨根，曾获2014年卡尔-古斯塔夫·罗斯贝奖章。